# エクストラクション (映画)
『エクストラクション』（Extraction）は、2015年にアメリカ合衆国で製作されたアクションスリラー映画。監督はスティーヴン・C・ミラー。出演はケラン・ラッツ、ブルース・ウィリス、ジーナ・カラーノ。アメリカ合衆国では2015年12月18日に一部劇場での限定公開とビデオ・オン・デマンドでの配信が開始された。

## ストーリー
CIAの敏腕捜査官であるレナードは、犯罪組織への潜入捜査中に何者かによって自らの正体をリークされてしまう。命を狙われたレナードは何とか事なきを得るが、組織が差し向けた殺し屋により妻は死亡、息子のハリーは間一髪相棒のロバートソンに助け出されたのだった。
それから10年後。ハリーは父の背中を追いかけCIAの捜査官になっていた。だが、デスクワークばかりで現場の捜査官としては認められておらず、不本意ながら内勤として働いているのだった。そんなある日、極秘のハッキング装置「コンドル」が何者かによって奪われてしまい、それを護衛していたレナードも拉致されてしまう。「コンドル」がテロ組織や犯罪者の手に渡れば、あっという間に世界は崩壊の危機を迎えてしまう。ハリーは世界と父親を救うため、元恋人のCIA捜査官ヴィクトリアと共に捜査を開始する。

## キャスト
※括弧内は日本語吹替
- ハリー・ターナー - ケラン・ラッツ（小松史法）
- レナード・ターナー - ブルース・ウィリス（樋浦勉）
- ヴィクトリア・フェア - ジーナ・カラーノ（林真里花）
- ケン・ロバートソン - D・B・スウィーニー（原康義）
- ドレイク・チヴ - ジョシュア・マイケル（桐本拓哉）
- セオドア・シッターソン長官 - スティーヴ・コルター（英語版）（石原辰己）
- クリス - リディア・ハル（田中杏沙）
- ヒギンズ - ダン・ビルツァーアン（英語版）（大泊貴揮）
- ダリル - タイラー・ジョン・オルソン（越村友一）
- ニック・パーヴィス - クリストファー・ロブ・ボーウェン（谷内健）
- ディミトリ・コブロフ - ローマン・ミッチャン（斎藤寛仁）
- ヴィン・チヴ - ニック・ローブ（英語版）（蜂須賀智隆）
- マンディ - ニコール・ヴィクトリア・ゴメス（大津愛理）
- イヴァン - ロブ・スタインバーグ（辻井健吾）
- カチャ - オルガ・ヴァレンティーナ（藤野泰子）
- デニス - サマー・アルティス（森なな子）
- 男性教官 - サイモン・リー（三瓶雄樹）